# Roxana Quispe Collantes
Roxana Quispe Collantes (Cusco) es una antropóloga, literata, investigadora y docente peruana, reconocida por ser una de las primeras personas en sustentar una tesis doctoral en quechua sureño, y ser la primera en la Universidad Nacional Mayor de San Marcos.

## Biografía
Realizó sus estudios de pregrado y una maestría en gerencia de la educación en la Universidad Nacional de San Antonio Abad del Cusco. Posteriormente estudió un doctorado en Literatura en la Universidad Nacional Mayor de San Marcos. Su tesis doctoral titulada "Yawar Para, Kilku Warak’aq, Andrés Alencastre Gutiérrezpa harawin pachapi, Qusqumanta runasimipi harawi t’ikrachisqa, ch’ullanchasqa kayninpi" (2019) sobre la poesía del escritor cusqueño Andrés Alencastre Gutiérrez causó un interés significativo en la academia tanto nacional como internacional, al ser la primera investigación doctoral escrita y sustentada en quechua sureño en esta casa de estudios.

## Obra
- Quispe Collantes, Roxana (2019), Yawar Para, Kilku Warak’aq, Andrés Alencastre Gutiérrezpa harawin pachapi, Qosqomanta runasimipi harawi t’ikrachisqa, ch’ullanchasqa kayninpi (en quechua), Lima, Perú: Universidad Nacional Mayor de San Marcos..
- Quispe Collantes, Roxana (2019). Llakiq sunqukuna (Corazones que sufren). Afinidades y distancias entre Kilku Warak’a y Arguedas en torno al harawi en la poética de Yawar Para (Lluvia de sangre). Revista Del Instituto Riva-Agüero, 4(2), 287-332. https://doi.org/10.18800/revistaira.201902.008
- Quispe Collantes, Roxana (2018). El señor, el lirismo y la sangre: Una aproximación literaria y lingüística al harawi quechua de Kilku Warak’a en la poética de Yawar Para. Letras (Lima), 89(129), 172-193. https://dx.doi.org/10.30920/letras.89.129.8

## Reconocimientos
- Reconocimiento de la Municipalidad provincial del Cusco en 2019.[8]
- Premio a la Resistencia en 2019, por la Revista Caretas.[9]